# Saa gik 1951
|  | Denne artikel er oprettet af botten Steenthbot ud fra en ekstern database. Den kan derfor have sproglige fejl eller mangler. Denne skabelon kan fjernes efter kontrol af indholdet. |

Saa gik 1951 er en dansk dokumentarisk optagelse fra 1951.

## Handling
Magasin du Nords årsrevy 1951:

1) Sprogklubben startede det nye år med at opføre "Dangerous Corner".

2) Under februar-udsalget stormede kunderne bl.a. afdelingen med herresokker.

3) I slutningen af februar blev det ideelle udstyr for de helt små vist frem. Hjørnevinduet på Østergade blev en stor attraktion.

4) Den 10. marts præsenteres de nye "Grautex"-stoffer. Mannequin-opvisning på karrusellen. Grautex-udstillingen blev den sidste i hovedhallen.

5) Arbejdet med de kolossale jerndragere, der skal bære de nye etageadskillelser i den gamle hovedhal, bliver udført hos CC Thorborg Staalkonstruktioner i Hundested.

6) De nye servicevogne lanceres i april. De kan bruges til børn og pakker, og de kan gå i elevatoren.

7) Den 4. april fejres direktør Albert Jørgensens 40 års jubilæum.

8) Teenage-opvisning i Wivex i begyndelsen af april. Et særligt kunderåd har været med til at udvælge kjoler og dragter. Tilskuerne bliver bedt om at give feedback.

9) Kæmpedragerne til etageadskillelsen kan kun komme ind gennem hovedindgangen.

10) Et lille anlæg med bænke og blomster anlægges på Magasins Torv midt på sommeren.

11) Til en efterårsopvisning i Wivex skaffede SAS kvindedragter fra hele verden. Hjemført fra alle de lande, som luftfartselskabet har forbindelse med.

12) I efterårsferien var der opvisning på 2. sal for Politikens teenage-læsere.

13) Bag et plankeværk i Ll. Kongensgade arbejdes der på højtryk med at rive ned, hvor kernen til det nye Magasin skal ligge.

14) Et børne-modeshow i Wivex til fordel for Mødrehjælpen har fået titlen "Fra kravlegård til skoleår". Børn i alle aldre viser tøj frem.

15) Hele facaden mod gården skrælles af i fem etager for at skabe forbindelse med den kommende bygning.

16) Årets juleudstilling har fået titlen "Byggejul-Hyggejul".

17) Ved en julehøjtidelighed takker direktør Raaschou personalet for den store indsats i forbindelse med juletravlheden.